# Servetseza Kadin
Servetseza Kadin (turco ottomano: ثروت سزا قادین, lett. "degna di ricchezze"; Maykop, 1823 – Istanbul, 24 settembre 1878) è stata una principessa circassa e Prima Consorte Imperiale (BaşKadin) del sultano ottomano Abdülmecid I, oltre che madre adottiva del sultano Mehmed V.

## Origini
Servetseza nacque nel 1823 a Maykop, allora capitale della Repubblica Adyghe. Apparteneva alla famiglia dei Temruko, principi circassi. Suo padre era il principe Mansur Bey Temruko e sua madre una principessa georgiana, della famiglia Dadeşkeliani.
Venne educata nella casa di Esma Sultan, figlia del sultano ottomano Abdülhamid I.

## Consorte imperiale
Nel luglio 1839 Abdülmecid I salì al trono e sua madre, la Valide Sultan Bezmialem, si occupò di trovargli una prima consorte. Essendo lei stessa georgiana, scelse Servetseza. Fu la prima consorte di un sultano dopo l'abolizione della schiavitù nell'Impero Ottomano, e quindi la prima consorte di un sultano da secoli, a esclusione dei matrimoni scandalosi di Osman II, a non avere origini schiave, ma nobili.
L'unione venne celebrata subito e Servetseza assunse il rango di Prima Consorte (BaşKadin) e il titolo di Servetseza Kadin. Tuttavia, Abdülmecid non era attratto da lei. Il matrimonio rimase senza figli e già nel mese successivo il sultano scelse per sé altre due consorti, Hoşyar Kadin e Şevkefza Kadin. Servetseza tuttavia conservò la sua posizione e tenne sempre un comportamento impeccabile, senza mai lamentarsi, cosa che le fece guadagnare il rispetto e la gratitudine di Abdülmecid.
Alla morte di Gülcemal Kadin, un'altra delle sue consorti, nel 1851, le concesse di adottare i tre figli che aveva avuto da lei. 
Leyla Açba, una delle dame di corte, la descrive come intelligente ed colta, mentre Charles White, viaggiatore inglese, nelle sue memorie, la descrive come una donna piacevole, ma non di eccezionale fascino. Un'altra sua dama era Melek Dürrinev Hanim, che poi divenne BaşKadin del sultano Abdülaziz I. 
Alla morte di Abdülmecid il trono passò al suo fratellastro minore, Abdülaziz, legittimo erede secondo la legge ottomana. Tuttavia Servetseza tentò di organizzare un colpo di stato per mettere invece sul trono il futuro Murad V, uno dei figli di Abdülmecid, che lei amava come suo, con l'aiuto della di lui madre, Şevkefza Kadın, e di un'ancella, Nakşifend Kalfa, come era stata volontà del defunto sultano. Il colpo di stato fallì e Servetseza, presa in odio insieme alle sue alleate da Pertevniyal Sultan, madre di Abdülaziz, passò diciassette anni confinata nel Palazzo Kabataş.

## Vedovanza
Dopo la morte di Abdülaziz Servetseza poté vedere finalmente Murad V sul trono, ma il suo regno durò solo 93 giorni, dopodiché venne deposto per instabilità mentale e imprigionato nel palazzo di Çırağan, mentre il suo fratellastro minore Abdülhamid II salì al trono.
Servetseza non riconobbe mai quest'ultimo come sultano, riferendosi invece a lui come al "reggente".
Nel 1872 commissionò una fontana a Üsküdar. 

## Morte
Servetseza morì il 24 settembre 1878 nei suoi appartamenti a Palazzo Kabataş e venne sepolta con Abdülmecid, nella moschea Yavuz Selim. 
A Istanbul girarono voci persistenti sul fatto che fosse stata avvelenata da Abdülhamid II, esasperato dalle sue continue richieste di rendere il trono a Murad V. 
Ali Fuad Türkgeldi Bey, storico ottomano, descrive così l'evento:
Servetseza considerava Abdülhamid II solo un reggente e pensava che il suo amato Murad V, ora guarito, dovesse essere reintegrato come sultano. Al figlio adottivo, Şehzade Mehmed Reşad, disse che sarebbe andata a trovare Abdülhamid II per avvertirlo di restituire il trono a Murad V. Reşad Efendi disse: "Madre, non fare una cosa del genere! Porterà solo vergogna a te e a nostro fratello Murad Efendi”. Tuttavia, quella sera Servetseza andò a trovare il sultano. A lui disse: “Mio leone, sai perché sono qui stasera? Hai agito come reggente di tuo fratello per due anni. Ora è il momento di restituirgli ciò che è suo di diritto. Lascialo regnare”. Abdülhamid rispose che era d'accordo con lei: “Beh, hai ragione, madre. Ci stavo già pensando. Riparliamo dopo il pasto”. Quando si incontrarono di nuovo, Abdülhamid servì a Servetseza un sorbetto avvelenato, che lei bevve. Riportata al Palazzo Kabataş, morì il giorno successivo.
Dopo la sua morte Abdühamid sequestrò i suoi beni, in particolare i gioielli, che sarebbero dovuti andare ai tre figli. L'eredità rientrò in loro possesso solo dopo la deposizione di Abdülhamid II e la salita al trono di Mehmed V, figlio adottivo di Servetseza. 

## Figli
Servetseza non ebbe figli naturali, ma adottò i tre figli di Abdülmecid I e Gülcemal Kadin quando persero la madre nel 1851: 
- Fatma Sultan (1 novembre 1840 - 26 agosto 1884). Si sposò due volte ed ebbe un figlio e due figlie.
- Refia Sultan (7 febbraio 1842 - 4 gennaio 1880). Aveva una sorella gemella, Hatice Sultan, che morì neonata. Si sposò una volta ed ebbe una figlia.
- Mehmed V Reşad (2 novembre 1844 - 3 luglio 1918). 35º Sultano dell'Impero ottomano.

## Cultura popolare
- Servetseza è un personaggio del romanzo storico del 2009 Abdülmecit: İmparatorluk Çökerken Sarayda 22 Yıl: Roman, di Hıfzı Topuz[14].